# Portada/efemèride setembre 3
Ferdinand Porsche
« 2 de setembre · 3 de setembre · 4 de setembre »